# Ghatshila
Ghatshila is een census town in het district Purbi Singhbhum van de Indiase staat Jharkhand.

## Demografie
Volgens de Indiase volkstelling van 2001 wonen er 37850 mensen in Ghatshila, waarvan 53% mannelijk en 47% vrouwelijk is. De plaats heeft een alfabetiseringsgraad van 73%. 